# Robert Graysmith
Robert Graysmith, nom de plume de Robert Gray Smith, est un écrivain et illustrateur américain né le 17 septembre 1942 à Pensacola (Floride).
Il est connu pour ses ouvrages autour du tueur du Zodiaque.

## Biographie
Souhaitant devenir dessinateur, Robert Graysmith cherche des petits boulots à San Francisco. Il contribue de manière significative au magazine Crazy Magazine de Marvel Comics, notamment aux histoires Just Plain Folks de Steve Gerber.
Il entre ensuite comme dessinateur de presse au quotidien San Francisco Chronicle. Le 1er août 1969, la rédaction du journal reçoit une lettre du tueur du Zodiaque rapportant ses crimes. L'affaire prend rapidement de l'ampleur dans les médias et l'opinion publique. Après des années d'enquête et des milliers de suspects, la police arrête ses investigations. Robert Graysmith commence alors une enquête de son côté et accède aux archives de la police. Il en fera un livre, Zodiac, paru en 1986, qui sera porté à l'écran par David Fincher en 2007 dans un film éponyme avec Mark Ruffalo, Robert Downey Jr. et Jake Gyllenhaal, ce dernier interprétant le rôle de Graysmith.
Graysmith publiera ensuite de nombreux ouvrages basés sur d'autres affaires criminelles, notamment une biographie de l'acteur Bob Crane, battu à mort le 29 juin 1978 dans un motel de Scottsdale dans l'Arizona et dont le meurtre n'a pas été élucidé officiellement.
Il se penche ensuite sur Theodore Kaczynski, un terroriste surnommé « Unabomber », pour son livre Unabomber: a desire to kill publié en 1997. La même année, il écrira un autre livre similaire à Zodiac, cette fois consacré à Jack l'Éventreur (The bell tower: the mystery of Jack the Ripper finally solved… in San Francisco).
En 2002, il revient sur les attaques à l'aide d'enveloppes contaminées au bacille du charbon (ou anthrax) en septembre 2001 et dont le suspect était Bruce Ivins.
En 2010, Robert Graysmith publie The Girl In Alfred Hitchcock's Shower, qui raconte le meurtre de Myra Davis confondue avec Marli Renfro, qui doublait Janet Leigh dans la fameuse scène de la douche du film Psychose d'Alfred Hitchcock.

### Vie privée
Robert Gray Smith a été marié à Margaret Ann, avec qui il a eu deux fils, David et Aaron. Après son divorce en 1976, il prend le nom de plume de Robert Graysmith.
Il se marie ensuite avec Melanie, une artiste du San Francisco Chronicle, le journal où il travaille à l'époque. Il aura une fille nommée Margot Alexandra. Ils se séparent en 1980 et divorcent en 1983.

## Ouvrages
- 1986 : Les Crimes du Zodiaque : l'affaire du tueur de San Francisco (Zodiac) / trad. Alexis Champon. Paris : J'ai lu, coll. "Crimes & enquêtes" n° 7037, 1993,  (ISBN 2-277-07037-8). Rééd. sous le titre Zodiac / trad. Emmanuel Scavée. Monaco : Éd. du Rocher, 2007, 518 p.  (ISBN 978-2-268-06064-4)
- 1990 : The Sleeping Lady : the trailside murders above the Golden Gate, édition Dutton (É.-U.)  (ISBN 0525247793 et 9780525247791)
- 1993 : Auto Focus: The Murder of Bob Crane (The murder of Bob Crane: Who Killed the Star of Hogan's Heroes?), édition Crown Publishers (É.-U.)  (ISBN 0517592096 et 9780517592090)
- 1997 : Unabomber : a desire to kill, édition Regnery Pub (É.-U.)  (ISBN 0895263971 et 9780895263971)
- 1997 : The bell tower : the mystery of Jack the Ripper finally solved-- in San Francisco, édition Regnery Pub (É.-U.)  (ISBN 0895263246 et 9780895263247)
- 2000 : Unsolved crimes, édition Time-Life (R.-U.))  (ISBN 0783500122 et 9780783500126)
- 2002 : Zodiac unmasked : the identity of America's most elusive serial killer revealed, édition Berkley Books (É.-U.)  (ISBN 0425183327 et 9780425183328)
- 2002 : Amerithrax : the hunt for the anthrax killer, édition Berkley Books (É.-U.)  (ISBN 0425191907 et 9780425191903)
- Gorilla Man : la véritable traque d'un des premiers serial killers américains (The Laughing gorilla : a true story of police corruption and murder, 2009) / trad. Emmanuel Scavée. Paris : Denoël, coll. « True crime », 2015, 450 p.  (ISBN 978-2-207-12389-8). Rééd. Le Livre de poche n° 34416, 2007, 539 p.  (ISBN 978-2-253-08606-2)
- La Fille derrière le rideau de douche (The Girl in Alfred Hitchcock's shower : a murder that became a real-life mystery, a mystery that became an obsession, 2010) / trad. Emmanuel Scavée. Paris : Denoël, 2014, 384 p.  (ISBN 978-2-207-11657-9). Rééd. Le Livre de poche n° 33668, 2015, 450 p.  (ISBN 978-2-253-18407-2)

## Adaptations cinématographiques
- 2002 : Auto Focus de Paul Schrader.
- 2007 : Zodiac de David Fincher.